# STK 50MG
CIS 50MG là loại súng máy hạng nặng do Chartered Industries of Singapore (CIS giờ là ST Kinetics) chế tạo vào cuối những năm 1980 theo yêu cầu của bộ quốc phòng Singapore để thay thế loại súng máy M2 Browning trong lực lượng quân đội Singapore.
Việc thiết kế dựa theo chương trình thiết kế có tên Dover Devil GPHMG của Hoa Kỳ trước đó trong việc chế tạo một loại vũ khí có thể đáp ứng các yêu cầu trong các mặt trận hiện đại cũng như có thể chế tạo ứng với trình độ công nghệ nhưng chương trình này đã thất bại. Tuy nhiên Singapore đã thành công trong thiết kế này. Sau khi thử nghiệm Loại súng này đã ...được thông qua và đưa vào phục vụ lực lượng quân đội năm 1988 như loại súng hỗ trợ bộ binh cũng như gắn trên các phương tiên cơ giới và các loại tàu hải quân. Nó cũng được dùng để xuất khẩu.

## Thiết kế
CIS 50MG sử dụng cơ chế nạp đạn bằng khí nén, nạp dây đạn, làm mát bằng không khí với khả năng thay nòng nhanh. Loại súng này sử dụng hai ống trích khí nằm ở hai bên phía dưới nòng. Nòng súng được gắn vào khoang chứa đạn bởi các móc từ thoi nạp đạn khóa vào phần cuối của nòng súng nên nó không cần bộ phận ghép nối khác, với cơ chế đó nòng có thể dễ dàng tháo lắp để dễ dàng thay hạy tháo ra để tiện di chuyển. Nó cũng sử dụng hệ thống trích khí ngắn để giảm độ giật giống khẩu Ultimax 100.
Loại súng này có điểm thú vị là nó có thể nạp cùng lúc 2 dây đạn với loại đạn khác nhau ở hai bên khẩu súng. Việc này cho phép nó dễ dàng và nhanh chóng chuyển đổi các loại đạn khác nhau với cùng kích cỡ một cách nhanh chóng, như chuyển từ loại đạn tiêu chuẩn sang đạn xuyên giáp mà không phải tháo dây đạn ra rồi kéo gắn dây đạn khác vào.